# Stanisław Jachowicz
Stanisław Franciszek Wincenty Rudolf Jachowicz (ur. 17 kwietnia 1796 w Dzikowie (dzielnicy Tarnobrzega), zm. 24 grudnia 1857 w Warszawie) – polski poeta, pedagog, działacz charytatywny, czołowy polski bajkopisarz.

## Życiorys
Stanisław Jachowicz urodził się w niezamożnej rodzinie szlacheckiej. Jego ojciec, Wojciech Jachowicz, zarządca dóbr właścicieli Dzikowa – Tarnowskich, zmarł w 1800 roku. Wychowaniem czteroletniego Stanisława i jego rodzeństwa zajęła się matka, Wiktoria. Wychowany był w surowej atmosferze, pozbawiony towarzystwa rówieśników. Wcześnie opuścił dom rodzinny – w wieku ośmiu lat został przez matkę wysłany do szkoły pijarów w odległym o kilkadziesiąt kilometrów Rzeszowie, następnie do gimnazjum w Stanisławowie.
Edukację kontynuował na Wydziale Filozoficznym Uniwersytetu Lwowskiego, gdzie był współzałożycielem i wpływowym członkiem tajnego Towarzystwa Ćwiczącej się Młodzieży w Literaturze Ojczystej. Mimo iż tajne, stowarzyszenie nie miało charakteru rewolucyjnego, było raczej związkiem literacko-naukowym, wzorowanym na Warszawskim Towarzystwie Przyjaciół Nauk. Działając w Towarzystwie Ćwiczącej się Młodzieży Jachowicz, zadebiutował w 1818 roku opublikowanymi w „Pamiętniku Lwowskim” bajkami. Był także inspiratorem i prezesem Towarzystwa Studenckiego Koła Literacko-Naukowego.
Po zakończeniu studiów w 1818 osiadł w Warszawie, gdzie objął posadę kancelisty w Prokuratorii Generalnej Królestwa Polskiego. Przystąpił do Związku Wolnych Polaków. Po wykryciu Związku i przeprowadzonym śledztwie objął go zakaz zajmowania posad rządowych, więc głównym źródłem utrzymania Jachowicza stała się praca pedagogiczna, nauczyciela języka polskiego w domach i na prywatnych stancjach dla dziewcząt. 
W 1842 Warszawskie Towarzystwo Dobroczynności założyło dwa domy sierot. Domem dla chłopców przy Nowym Świecie, w miejscu, gdzie obecnie znajduje się Centrum Bankowo-Finansowe (dawny Dom Partii) kierował Stanisław Jachowicz.
Jako nauczyciel i pedagog pracował do końca życia, publikując liczne prace z zakresu metodyki nauczania.

## Twórczość literacka

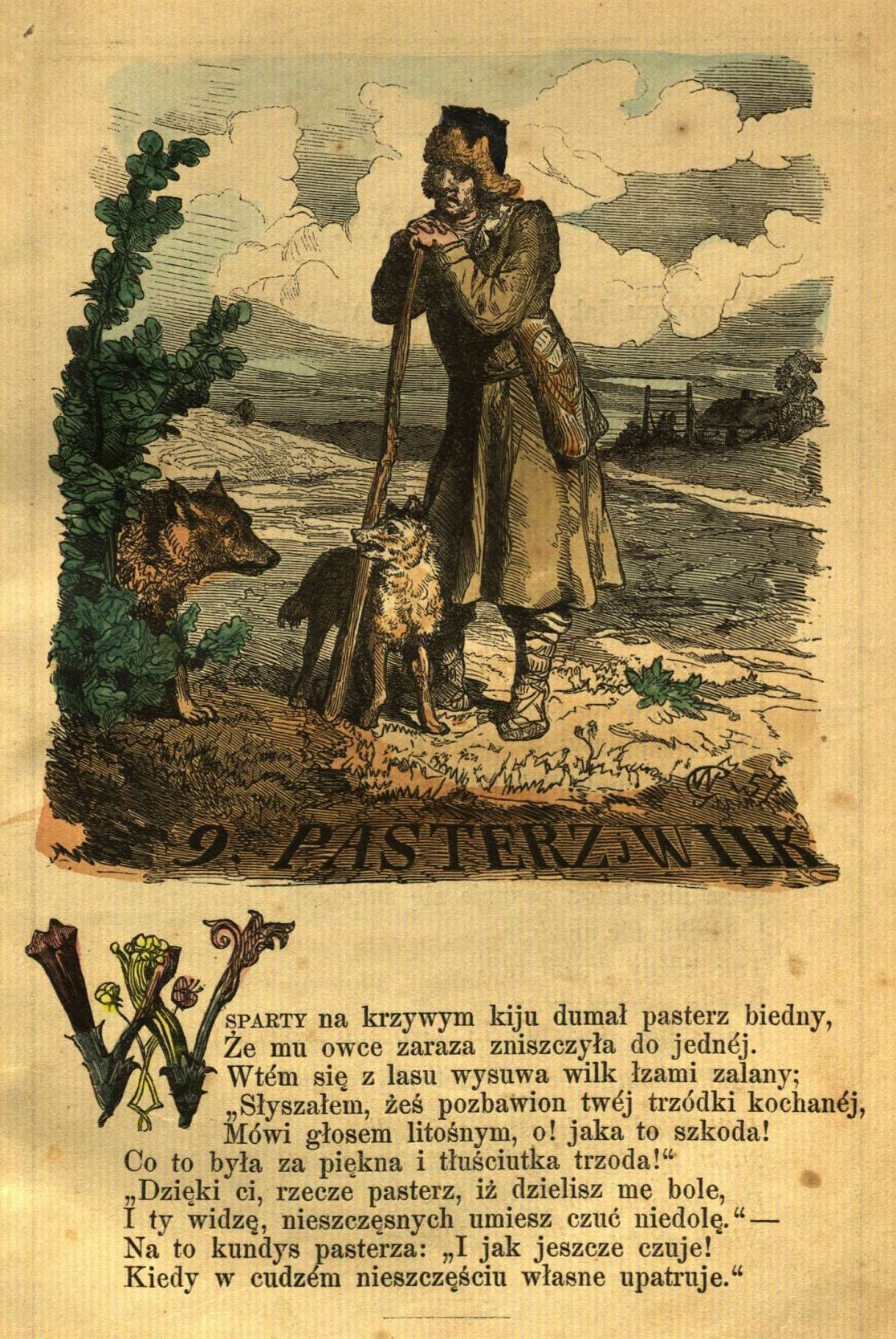
Jedna z bajek Jachowicza pt. „Pasterz i Wilk” z ilustracją Wojciecha Gersona ze zbioru bajek wydanego w 1860 roku w Warszawie

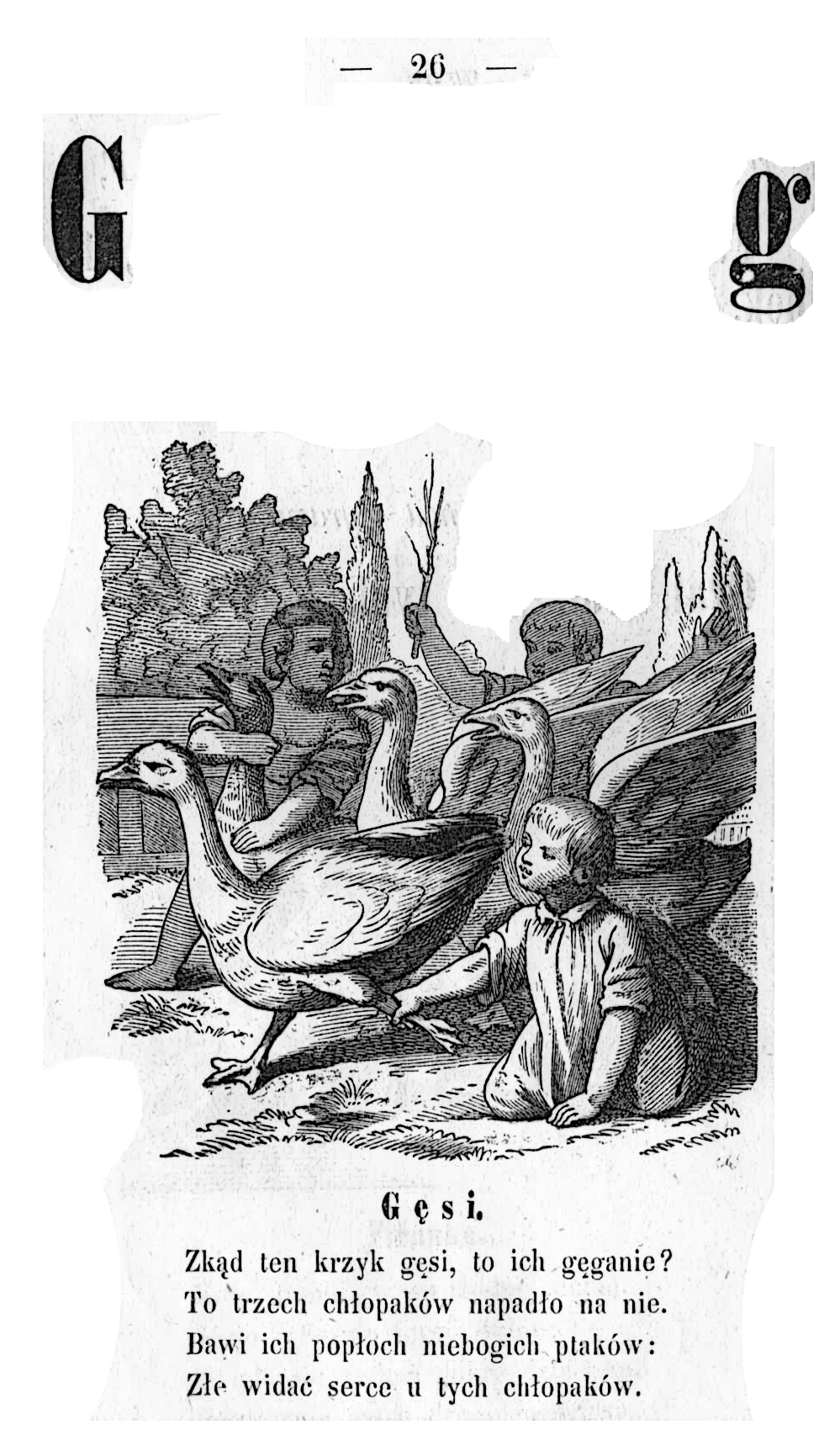
Bajka Jachowicza o gęsiach ilustrująca literę „G” z elementarza wydanego w 1858 roku w Warszawie

W 1824 wydał w Płocku swoją pierwszą książkę, dedykowany pamięci matki zbiór 58 wierszowanych bajek i umoralniających opowiastek dla dzieci pod tytułem Bajki i powieści. Choć nie był pierwszym polskim autorem piszącym dla dzieci, w przeciwieństwie do poprzedników, np. Klementyny Hoffmanowej z Tańskich, potrafił zrozumieć dzieci i ich sposób widzenia świata. Był pierwszym, który dostrzegł, że bajki dla dzieci powinny być inne niż klasyczna bajka dla dorosłych. W swoich wierszach dla dzieci porzucił operowanie alegorią, używając zamiast niej konkretnych przykładów, przekazywanych naturalnym, codziennym językiem. W bajkach Jachowicza zwierzęta nie uosabiają przywar i zalet ludzkich, co małe dziecko, nieznające konwencji, musiałoby dopiero „rozkodowywać”, lecz są po prostu bohaterami opowieści. Nie różnią się w tym istotnie od bohaterów ludzkich, zarówno tych z utworów wierszowanych, jak i tych z powiastek prozą. Warto zauważyć, że Jachowicz wprowadził do swoich bajek i powiastek dziecko z ludu jako pełnoprawnego bohatera, nie tylko, jak dotąd najczęściej bywało, jedynie obiekt wyświadczanej dobroczynności. Kolejną nowością w Bajkach i powieściach są wzorowane na oświeceniowych powiastkach moralnych powiastki dziecięce. Jachowicz był faktycznym twórcą tego nowego gatunku. Powiastka dziecięca, w postaci, jaką jej nadał, stała się popularną formą literatury dla dzieci.
Tak powiastki, jak i bajki promują swymi morałami surowe ideały wychowawcze, odzwierciedlające tradycyjne wychowanie pisarza, wzbogacone o szereg cnót mieszczańskich: posłuszeństwa, pracowitości, uczciwości i solidności, zadowalania się małym, oszczędności, praktycznego rozsądku, poszanowania tradycji, dobroci dla ludzi i zwierząt.
Przez cztery kolejne lata co roku ukazują się kolejne, za każdym razem poszerzane wydania Bajek i powieści. Piąte, z roku 1829 zawiera już 113 utworów. Prócz tego zamieszcza Jachowicz swoje teksty w periodykach, opatrując je albo własnym nazwiskiem, albo pseudonimem Stanisław z Dzikowa. Późniejsze wydania Bajek i powieści ukazywały się pod tytułem Bajki i powiastki (t. 1–4 1842–1847) i zostały przetłumaczone na kilka języków. W XIX wieku był to najpopularniejszy w kraju zbiór utworów dla dzieci, w roku 1871 ukazało się ósme jego wydanie. Kontynuacją tego zbioru było Sto nowych powiastek, wydane w roku 1853 i cieszące się równą popularnością. Ogółem napisał kilkaset wierszyków i powiastek dydaktyczno-moralizatorskich.
Jachowicz jest powszechnie uważany za najlepszego bajkopisarza dla dzieci swojej epoki i faktycznego twórcę polskiej literatury dla dzieci. Na jego bajkach wychowały się dwa pokolenia, choć później, już od czasów Boya-Żeleńskiego, krytykowano je za nadmierne moralizatorstwo, fałszywie idylliczny obraz świata porządku, w którym posłusznym, grzecznym dzieje się dobrze, a niegrzecznych spotykają nieszczęścia. Mimo to niektóre z jego wierszyków, jak Chory kotek (Pan kotek był chory...) czy Andzia, są nadal powszechnie znane i lubiane przez dzieci.
W 1829 Jachowicz brał udział w redagowaniu wydawanego przez rok, kierowanego przez Ignacego Chrzanowskiego, „Tygodnika dla Dzieci”. Było to drugie tego rodzaju pismo w Polsce, po prowadzonych przez Hoffmanową w latach 1824–1828 „Rozrywkach dla dzieci”. W 1830 przy współudziale Chrzanowskiego zaczął wydawać pierwsze w Europie codzienne pismo dla dzieci – „Dziennik dla Dzieci”. „Dziennik” ukazywał się codziennie, prócz niedziel i świąt, ogółem wydano 299 numerów. Miał, podobnie jak periodyk Hoffmanowej i tygodnik Chrzanowskiego, stałe działy, poświęcone dziejom Polski i wielkim Polakom, historii obcych narodów, dalekim krajom i ich przyrodzie. W „Dziale dziecięcym” zamieszczano wierszyki, powiastki, bajki, poruszano problemy dzieci i ich środowiska. Była też stała rubryka z omówieniami książek dla dzieci. Gazeta wyróżniała się wśród innych pism dla dzieci ukazujących się w tym okresie w Polsce nie tylko częstotliwością ukazywania się, ale i nowatorskim prowadzeniem. Jachowicz był pierwszym, który wciągnął do współpracy nad pismem samych czytelników. Publikował nadsyłane przez nich listy, próbki literackie, organizował konkursy i akcje charytatywne. Kiedy 29 listopada 1830 wybuchło powstanie listopadowe, prowadzony przez Jachowicza dziennik wyróżnił się patriotyczną postawą i zdecydowanie poparł zryw. Na łamach „Dziennika” objaśniano dzieciom pojęcie powstania, miłości do ojczyzny, wskazywano powinności wobec kraju ojczystego, radząc, aby „napawały serca młodociane przykładem cnót bohaterskich”.
Jako jeden z sekretarzy tajnego Towarzystwa Patriotycznego zamieścił w „Patriocie” tuż po wybuchu powstania Pieśń narodową. Na nutę „Jeszcze Polska nie zginęła”, a w czasie powstania zorganizował Towarzystwo Wychowania Dzieci po Poległych Rycerzach.
Jego gazety i książki dla dzieci miały nie tylko wychowywać, ale i uczyć: czytania, liczenia, historii. Nauka w zabawce, dziełko dla dzieci (1829), Rozmowy mamy z Józią służące za wstęp do wszelkich nauk (1830). Kiedy po upadku powstania listopadowego nasiliła się rusyfikacja szkół, szczególnego znaczenia nabrała dalsza praca Jachowicza nad edukacją młodych pokoleń. Po cofnięciu mu, w 1842, zakazu druku publikował książeczki do tzw. wychowania macierzystego oraz seryjne tomiki powiastek dla dzieci, między którymi są: dedykowana synowi Pamiątka dla Eryczka (t. 1–4, 1846–1852), Źródło wiadomości dla dziatek polskich (1849), Rady wuja dla siostrzenic (1855) czy Dzieciom na pamiątkę. Wiązanka z dziejów Polski (wyd. pośm. 1900). Z kolei Śpiewy dla dzieci (1854) to pierwszy w Polsce tomik piosenek. W swoich zbiorkach przedstawiał także (np. Książeczka dla Stefcia (1855)) pomysły na zabawy dla dzieci z ubogich, plebejskich rodzin i ochronek. Swoich działań edukacyjnych i wychowawczych nie ograniczał do małych dzieci, pamiętając o wychowaniu i kształceniu młodzieży napisał Książkę dla rzemieślnika (1855), Rozrywki dla młodzieży rzemieślniczej (t. 1–2, 1856–1857).
Jachowicz oprócz literatury dla dzieci pisał także wiersze dla dorosłych, w których pokazywał między innymi obraz swoich rodzinnych okolic, opisywał wiejskie obyczaje. Utwory te ukazały się w tomie zatytułowanym Pisma różne wierszem (1853), jednak książka przeszła bez echa i pozostaje mało znana. Ponadto amatorsko zajmował się gromadzeniem i kategoryzowaniem przysłów; jego zbiór wykorzystał później Samuel Adalberg.

## Dobroczynność

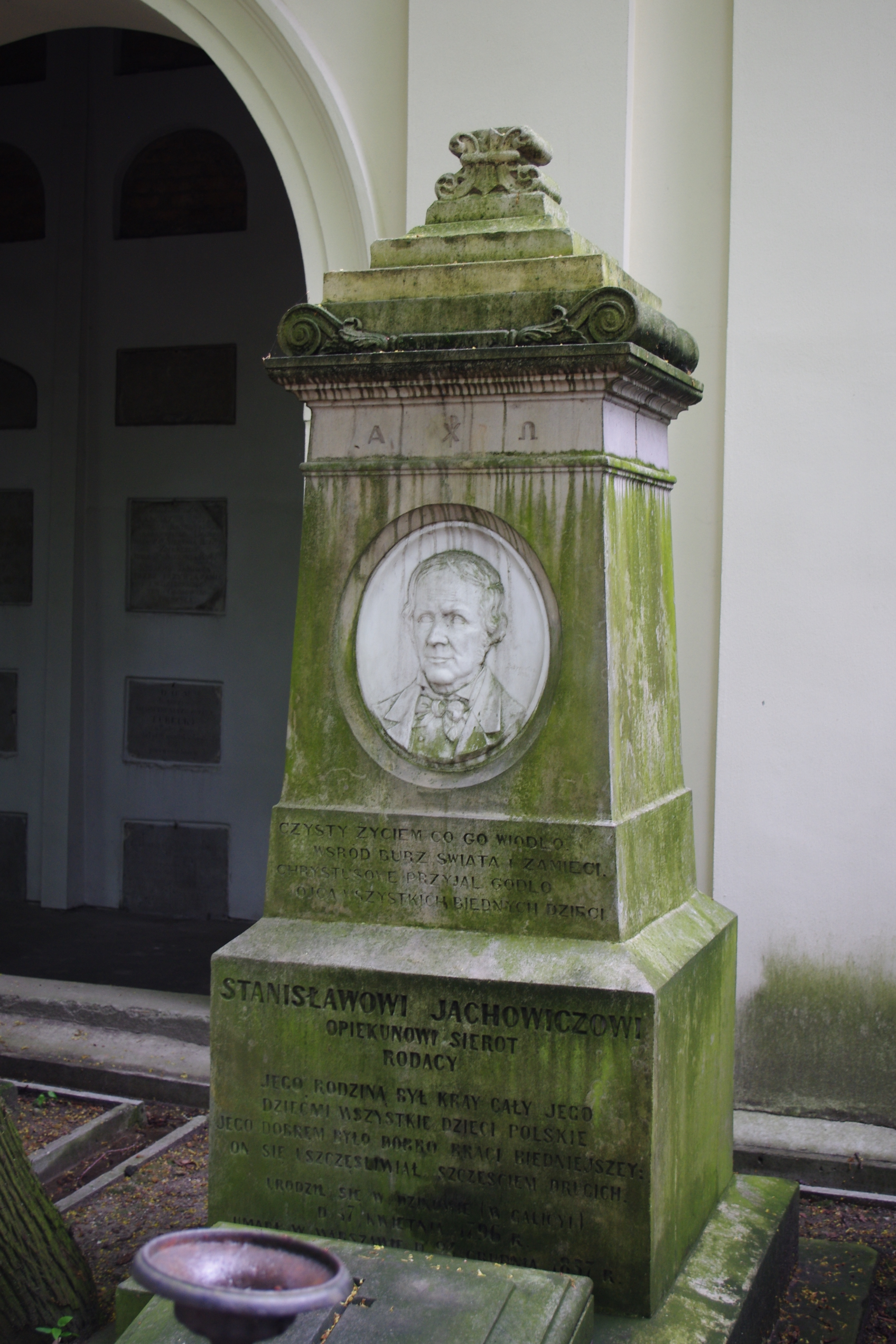
Grób Jachowicza na Starych Powązkach

Prócz bajkopisarstwa i intensywnej pracy pedagogicznej Jachowicz z wielkim zaangażowaniem zajmował się opieką społeczną nad dziećmi. Już w lipcu 1830 został powołany na stanowisko dyrektora Instytutu dla Moralnie Zaniedbanych Dzieci. Niestety, budynek Instytutu wkrótce uległ zniszczeniu podczas obrony Warszawy w powstaniu listopadowym i nie został po nim odbudowany, a sama instytucja zakończyła działalność. Po upadku powstania Jachowicz na krótko wyjechał z Warszawy, po powrocie w 1832 został członkiem Warszawskiego Towarzystwa Dobroczynności, w którym działał aż do śmierci. Stał się znany z wielkiej energii i pomysłowości w zbieraniu datków na rzecz sierocińców, ochronek i szkół. Szczególnie interesował się losem dzieci z najuboższych warstw społeczeństwa – był współtwórcą ochronek, pierwowzorów dzisiejszych przedszkoli, w których dzieci otrzymywały posiłki, bawiły się, były wychowywane i nauczane, podczas kiedy ich matki pracowały poza domem. To z jego inicjatywy rozpoczęto w ochronkach naukę rzemiosł, co miało pomóc wychowankom w dorosłym życiu.
W 1842 stanął wreszcie dom dla sierot po poległych powstańcach, zbudowany za pieniądze zebrane w zbiórkach zainicjowanych przez Jachowicza. W tym samym roku za zasługi filantropijne przyznano mu Order Świętego Stanisława III klasy i przywrócono prawo druku. Niemal cały dochód z kolejnych wydań Bajek i powiastek Jachowicz przeznaczył na cele dobroczynne, żyjąc z rodziną na bardzo skromnej stopie, w niełatwej sytuacji materialnej. Pod koniec życia otrzymał od cara dożywotnią pensję.
W życiu osobistym Stanisława Jachowicza nie brakowało trudnych okresów. Brak ojca, dzieciństwo bez rówieśników i niemal bez zabaw, szybkie rozstanie z domem rodzinnym, później utrata pracy. 9 lipca 1823 poślubił osiemnastoletnią sierotę, Salomeę Elżbietę Jabłońską, córkę Ś. P. kapitana Wojsk Polskich Jacentego Jabłońskiego i Tekli z Czaplińskich. Niestety, dwa lata później żona i jego nowo narodzony syn zmarli. W 1833 ożenił się powtórnie, ze swoją dawną uczennicą, Antoniną Ośmiałowską. Prócz dwójki swoich dzieci, urodzonego w 1842 Eryka i cztery lata młodszego Rudolfa, wychowywali Jachowiczowie także czwórkę dzieci zmarłej siostry Antoniny. Wyczerpany intensywną pracą, Stanisław Jachowicz utracił siły i wzrok. W hołdzie dla jego zasług, na jego 61. urodziny oraz uzyskania funduszy na pomoc dla niego, przyjaciele i uczniowie postanowili wydać zbiorową pozycję pod wymownym tytułem „Wieniec” (t. 1–3, 1857–1858). Pierwszy z tomów ukazał się za życia Jachowicza.
Stanisław Jachowicz zmarł w Warszawie, w wigilię Bożego Narodzenia, 24 grudnia 1857; został pochowany na cmentarzu Powązkowskim (aleja katakumbowa, grób 27/28).

## Dzieła dostępne cyfrowo
- „Bajki i powieści Stanisława Jachowicza”, Płock 1824, wersja cyfrowa I wydania w Polonie,
- „Bajki i powiastki Stanisława Jachowicza” z ilustracjami Wojciecha Gersona, Petersburg 1860, wersja cyfrowa w Polonie,
- „Ćwiczenia pobożne dla dzieci, rozwijające myśl”, Warszawa, 1857 wersja cyfrowa w Polonie,
- „Pisma różne wierszem Stanisława Jachowicza”, Warszawa, 1853 wersja cyfrowa w Polonie,
- „Podarek dziatkom polskim: z pozostałych pism ś. p. Stanisława Jachowicza”, Warszawa, 1862 wersja cyfrowa w Polonie
- „Pomysły do poznania zasad języka polskiego”, Warszawa 1858, wersja cyfrowa w Polonie
- „Rady wuja dla siostrzenic: (upominek dla młodych panien)”, Warszawa, 1855, wersja cyfrowa w Jagiellońskiej BC,
- „Rozmowy mamy z Józią służące za wstęp do wszelkich nauk, a mianowicie do gramatyki, ułożone dla pożytku młodzieży”. Warszawa, 1830, wersja cyfrowa w Jagiellońskiej BC,
- „Śpiewy dla dzieci” (z melodiami I. Dobrzyńskiego, K. Lubomirskiego, S. Moniuszki, J. Nowakowskiego), Warszawa, 1854 wersja cyfrowa w Jagiellońskiej BC,
- „Śpiewy dla dzieci” (z melodiami I. Dobrzyńskiego, K. Lubomirskiego, S. Moniuszki, J. Nowakowskiego), Warszawa, 1854 wersja cyfrowa innego egzemplarza w Wielkopolskiej BC,
- „Nowe śpiewy dla dzieci” (z melodiami Fryderyka Chopina, Ignacego Fr. Dobrzyńskiego, Ignacego Komorowskiego, Jakóba Lhotaka, Józefa Sikorskiego, Wilhelma Troschla i dziesięcioletniego Franusia), Warszawa 1856 wersja cyfrowa w Wielkopolskiej BC,
- „Upominek z prac Stanisława Jachowicza: bajki, nauczki, opisy, powiastki i różne wierszyki”, Poznań 1902 wersja cyfrowa w Polonie,
- Dzieła wybrane Stanisława Jachowicza w serwisie Wolne lektury.